# 中国の有価証券報告書提出会社一覧
中国の有価証券報告書提出会社一覧（ちゅうごくのゆうかしょうけんほうこくしょていしゅつがいしゃいちらん）は、中国財務局に有価証券報告書を提出している企業の一覧である。
上場している企業については記述しない。Eではじまるコードは、EDINETコードである。

## 鳥取県
- 日ノ丸自動車 - E04168

## 島根県
- 一畑電気鉄道 - E04124

## 岡山県
- RSKホールディングス - E04396
- 内海観光開発 - E04644
- 桃太郎源 - E33052

## 広島県
- 広島ゴルフ観光 - E04649
- 瀬戸内開発 - E04664
- 三原京覧開発 - E04676
- 松永カントリークラブ - E04646
- 備後観光開発 - E04672
- 福山観光開発 - E04666
- 尾道ゴルフ観光 - E04695
- 広島観光開発 - E04119
- 御調観光開発 - E04677

## 山口県
- サンデン交通 - E04115
- 山口放送 - E04393
- 西京銀行 - E03660